# Фаньяно-Кастелло
Фаньяно-Кастелло (итал. Fagnano Castello) — коммуна в Италии, располагается в регионе Калабрия, подчиняется административному центру Козенца.
Население составляет 4194 человека, плотность населения составляет 145 чел./км². Занимает площадь 29 км². Почтовый индекс — 87013. Телефонный код — 0984.
Покровителем населённого пункта считается Святой Себастьян. Праздник ежегодно празднуется 20 января.